# Kanchanaburi
Kanchanaburi è una città della Thailandia situata circa 100 km ad ovest di Bangkok.
Si trova alla convergenza dei fiumi Khwae Noi e Khwae Yai, che proprio alla confluenza formano il fiume Mae Klong. Nel 1942 i giapponesi costruirono il celebre ponte sul fiume Kwai, divenuto famoso grazie al romanzo ed al successivo film.

### Ponte sul fiume Kwai

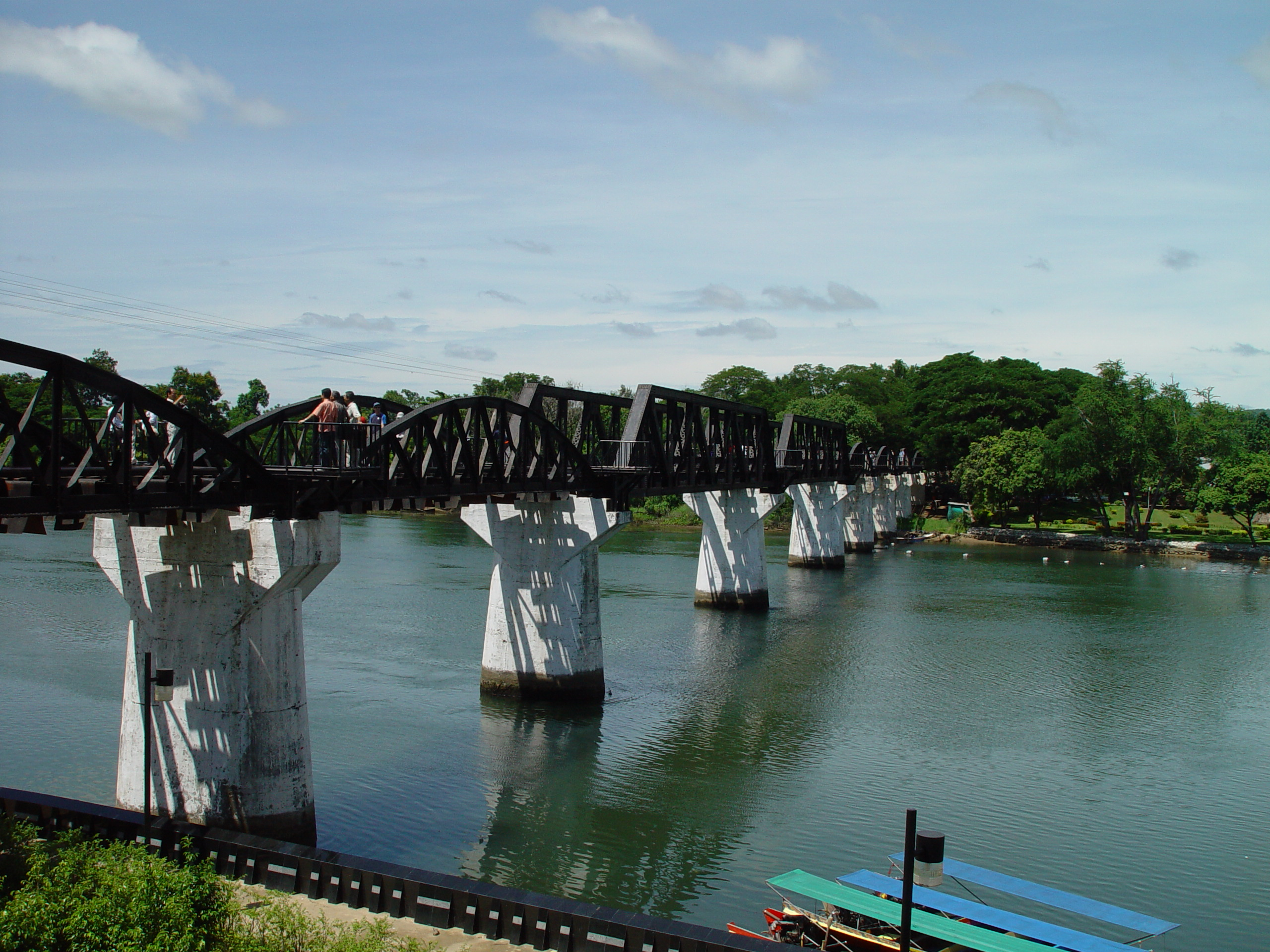
Il ponte sul fiume Kwai